# Drašnice (ruralna cjelina)
Ruralna cjelna Drašnice, ruralna cjelina unutar područja naselja Drašnica.

## Povijest
Drašnice su smještene na padinama Biokove. Ruralna cjelina se oblikovala od 18. do 20. stoljeća. Čini ih nekoliko raštrkanih zaseoka patronimičkih naziva. Zaseoci su međusobno povezani uskim makadamskim putovima, putinama. Stambene kuće su katnice ili dvokatnice građene od priklesanog kamenja pravilnije veličine i oblika na ulaznom pročelju. Krovovi su dvoslivni, pokriveni kamenim pločama ili u novije vrijeme utorenim crijepom. Dio stambenih kuća ima visoke luminare u potkrovlju, s konzolama ispod i iznad prozora. Uz kuće se nalaze prizemne kužine ili gospodarski objekti, prislonjeni na zid kuće s jednostrešnim krovovima. Drašnice se prvi put spominju u turskom izvoru iz 1523. g. kao "selo Dračnice u nahiji Primorje". Selo je sačuvalo tradicijsku organizaciju prostora karakterističnu za Makarsko primorje, a kako je potpuno iseljeno nakon potresa, u selu nije bilo značajnih intervencija suvremenim materijalima i nove gradnje.

## Zaštita
Pod oznakom Z-6744 zaveden je kao nepokretno kulturno dobro - pojedinačno, pravna statusa zaštićena kulturnog dobra, klasificirano kao "kulturno-povijesna cjelina".